# 상도초등학교
상도초등학교는 대한민국 경기도 부천시 원미구에 위치해 있는 공립 초등학교이다.

## 학교 연혁
- 1993 05.04 학교 설립 인가
- 1994 05.01 상도국민학교 개교(6학급 편성)
- 1996 03.01 상도초등학교로 개칭

## 참고 자료
- 상도초등학교 - 한국교육학술정보원 학교알리미

## 방송 촬영 장소
- KBS 어린이 드라마 《매직키드 마수리》 (2002~2004년작) 학교 장소로 알려져 있다.